# 5002함
5002함은 대한민국 해양경찰청 제주지방해양경찰청 서귀포해양경찰서에서 운용하는 삼봉급 경비함이다. 2011년 12월에 순직한 이청호 경사의 이름을 붙여 이청호함이라 부르기도 한다.

## 같이 보기
- 5001함